# Hyperglyph
Hyperglyph ist ein Musikalbum des Chicago Underground Duo, das aus Rob Mazurek und Chad Taylor besteht. Die vom 6. bis 9. Mai und vom 25. bis 27. September 2024 in den International Anthem Studios in Chicago entstandenen Aufnahmen erschienen am 15. August 2025 auf International Anthem.

## Hintergrund
Hyperglyph ist das achte Album des Duos nach Locus von 2014. Die Karrieren des Trompeters Rob Mazurek und des Schlagzeugers Chad Taylor sind seit mehr als drei Jahrzehnten untrennbar miteinander verbunden und bilden den Kern unzähliger Projekte, von denen keines so langlebig und bedeutend ist wie die verschiedenen Ausprägungen des Chicago Underground – in Duo-, Trio- und Quartettformationen [wie etwa A Night Walking Through Mirrors oder Good Days], notierte Peter Margasak.
Mit den drei Sätzen der „Egyptian Suite“ zollte Rob Mazurek seinem 2010 verstorbenen Freund und Mentor Bill Dixon Tribut.

## Titelliste
- Chicago Underground Duo: Hyperglyph (International Anthem Recording Company – IARC0101)[2]

1. Click Song 3:02
2. Hyperglyph 4:51
3. Rhythm Cloth 1:14
4. Contents of Your Heavenly Body 2:40
5. The Gathering 7:06
6. Plymouth 1:42
7. Hemiunu 5:08
8. Egyptian Suite / Part 1: The Architect 3:42
9. Egyptian Suite / Part 2: Triangulation of Light 5:19
10. Egyptian Suite / Part 3: Architectronics of Time 3:41
11. Succulent Amber 3:26

## Rezeption

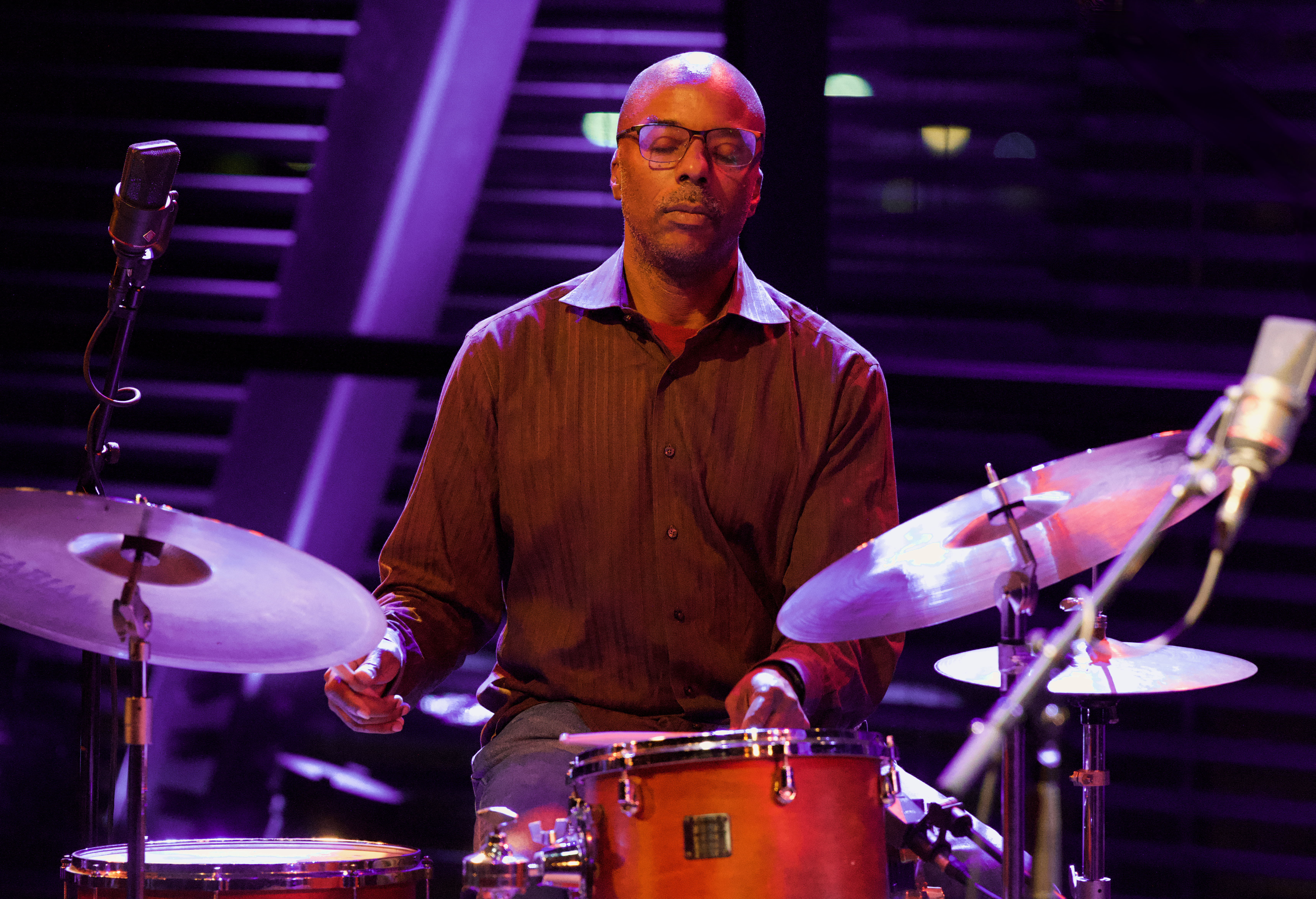
Chad Taylor (2023)

Auf der einen Seite führe die Rückkehr des Projekts auf Hyperglyph die zentralen Themen des Duos weiter, doch obwohl die Postproduktion schon immer ein wichtiger Bestandteil ihrer Musik war, hätten sie das Studio noch nie so konsequent genutzt, meinte Peter Margasak (The Quietus). Oberflächlich betrachtet würde der Album-Opener „Click Song“ die Essenz des Chicago Underground Duo vermitteln: eine fröhliche, unauslöschliche Trompetenmelodie, die an Don Cherrys angeborene Lyrik erinnere und über treibende, hüpfende Perkussion tanze. Doch unter der Oberfläche verberge sich eine täuschend komplexe Kollision zweier elektrisierender Schlagzeugmuster – die, wie so vieles von Taylors Spiel hier, seinem Studium traditioneller afrikanischer Grooves entstammen –, während Mazureks bewusst aufgebauschter Sound von einer beharrlich gewundenen synthetischen Basslinie untermauert wird.
Von da an werde alles nur noch dichter und vielschichtiger, mit einer Intensität und Fülle, die die Interpretation des Trompeters von den Klangprojektionskonzepten des japanischen Gitarristen Masayuki Takayanagi verstärkt, so Margasak weiter. Im Titelstück lasse Mazurek kurz einen weiteren wichtigen Einfluss einfließen, indem er die harmonische Form mit ein paar Akkorden auf einem RMI-Electra-Piano prägnant darlegt, einem Instrument, das in der elektrischen Musik von Miles Davis oft verwendet wurde. Wenn eine Partnerschaft zwischen so mutigen Künstlern trotz individueller Vorrechte Jahrzehnte überdauern kann, könne man sicher sein, dass sie tiefgründig und echt ist, resümiert der Autor. Und während Mazurek und Taylor ihre eigenen Praktiken weiter ausbauen, werde [die Musik] des Chicago Underground Duo nur noch reichhaltiger.